# Ołeh Matwiejew
Ołeh Jurijowycz Matwiejew, ukr. Олег Юрійович Матвєєв, ros. Олег Юрьевич Матвеев, Oleg Jurjewicz Matwiejew (ur. 18 sierpnia 1970 w Rostowie nad Donem, Rosyjska FSRR) – ukraiński piłkarz pochodzenia rosyjskiego, grający na pozycji napastnika, a wcześniej pomocnika, trener piłkarski.

## Kariera piłkarska

### Kariera klubowa
Wychowanek DJuSSz w Rostowie nad Donem, skąd w 1987 został zaproszony do miejscowego klubu Rostsielmasz Rostów nad Donem. W 1988 rozpoczął służbę wojskową w Dynamie Kijów. W 1992 został zaproszony przez Wałerija Jaremczenka do Szachtara Donieck. Kiedy Wałerij Jaremczenko w 1996 prowadził Kremiń Krzemieńczuk grał na wypożyczeniu drużynie Kreminia. Po półrocznych występach strzelił 12 bramek i powrócił do Szachtara Donieck. Od lata 2000 występował półtora roku w składzie Metałurha Zaporoże. Na początku 2002 przeszedł do Metałurha Donieck, w którym zakończył karierę piłkarską.

### Kariera reprezentacyjna
Występował w radzieckiej reprezentacji U-16, z którą w 1987 zdobył Mistrzostwo Świata U-16 w Kanadzie. Później bronił barw juniorskiej reprezentacji ZSRR.

## Kariera trenerska
W 2008 otrzymał propozycję pracy w Szachtarze Donieck na stanowisku trenera selekcjonera. W grudniu 2010 został zaproszony do sztabu szkoleniowego Illicziwca Mariupol.

## Sukcesy i odznaczenia

### Sukcesy klubowe
- wicemistrz Ukrainy: 1992, 1994, 1997, 1998, 1999, 2001
- brązowy medalista Mistrzostw Ukrainy: 2002
- zdobywca Pucharu Ukrainy: 1995, 1997

### Sukcesy reprezentacyjne
- mistrz Świata U-16: 1987

### Sukcesy indywidualne
- król strzelców Wyższej Ligi: 1997 (21 goli).

### Odznaczenia
- tytuł Mistrza Sportu ZSRR: 1988.